# Lovech Heights
Die Lovech Heights (englisch; bulgarisch Ловешки възвишения Loweschki waswischenija) sind ein bis zu 1700 m hohes, in ost-westlicher Ausrichtung 15,5 km langes und 9,7 km breites Gebirge an der Nordenskjöld-Küste des Grahamlands auf der Antarktischen Halbinsel. Begrenzt wird es nach Nordwesten und Süden durch den Rogosch-Gletscher, nach Nordosten durch den Slokutschene-Gletscher und nach Osten durch das Weddell-Meer. Über den Mrahori Saddle ist es nach Norden mit dem Kyustendil Ridge verbunden.
Britische Wissenschaftler kartierten es 1978. Die bulgarische Kommission für Antarktische Geographische Namen benannte es 2012 nach der Stadt Lowetsch im Norden Bulgariens.